# Lance Lynn
Michael Lance Lynn (ur. 12 maja 1987) – amerykański baseballista, który występuje na pozycji miotacza w Texas Rangers.

## Kariera
Lynn studiował na University of Mississippi, gdzie w latach 2006–2008 grał w drużynie uniwersyteckiej Ole Miss Rebels. W 2008 został wybrany w pierwszej rundzie draftu z numerem 39 przez St. Louis Cardinals i początkowo występował w klubach farmerskich tego zespołu, między innymi w Memphis Redbirds, reprezentującym Triple-A. W Major League Baseball zadebiutował 2 czerwca 2011 w meczu przeciwko San Francisco Giants, w którym zaliczył porażkę. W 2011 zagrał w pięciu meczach World Series jako reliever, w których Cardinals pokonali Texas Rangers 4–3. W 2012 po raz pierwszy został powołany do Meczu Gwiazd.
19 kwietnia 2014 w spotkaniu z Washington Nationals, w którym zanotował zwycięstwo, zaliczył pierwszy w MLB extra base hit – RBI double. 27 maja 2014 w meczu międzyligowym z New York Yankees zaliczył pierwszy complete game shutout. W listopadzie 2015 przeszedł operację Tommy’ego Johna, co wykluczyło go z gry do końca sezonu 2016.
12 marca 2018 podpisał roczny kontrakt z Minnesota Twins. 30 lipca 2018 w ramach wymiany zawodników przeszedł do New York Yankees.

## Nagrody i wyróżnienia
| Nagroda/wyróżnienie      | Lata | Źródło |
| All-Star                 | 2012 | [ 6 ]  |
| Zwycięzca w World Series | 2011 | [ 5 ]  |